# Mariano Toedtli
Mariano Ramón Toedtli Leones, noto semplicemente come Mariano Toedtli (Córdoba, 23 marzo 1976), è un allenatore di calcio ed ex calciatore argentino, di ruolo attaccante.
Ha giocato nei campionati argentino, portoghese e spagnolo.